# Перифитон

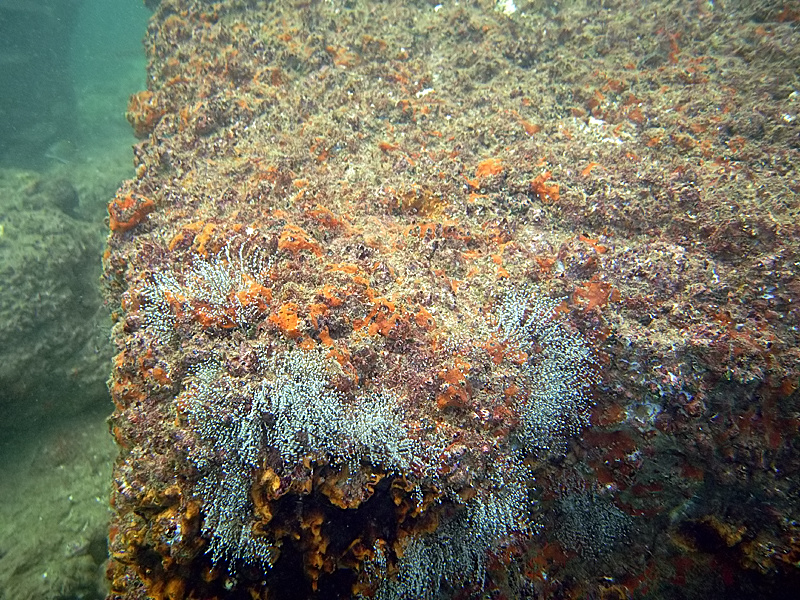
Перифитон на каменных блоках

Перифитон (от др.-греч. περιφύω — расти вокруг, обрастать) — экотопическая группировка гидробионтов (растений, животных, микроорганизмов), ведущих преимущественно прикреплённый образ жизни на разделе вода — твёрдые субстраты различного происхождения (камни, скалы, высшие водные растения, покровы животных, затопленный крупный мусор, сваи, днища судов и т. д.).
Термин введён в 1924 году А. Л. Беннингом.